# Mr. Blue Sky
Mr. Blue Sky är en poplåt av Electric Light Orchestra, komponerad av Jeff Lynne. Låten finns med på dubbelabumet Out of the Blue från 1977, där den är den avslutande delen av sviten ""Concerto for a Rainy Day". Den utgavs också som singel i början av 1978. Låten har ansetts vara kraftigt inspirerad av The Beatles sena 1960-talsproduktion. Låten innehåller sångröster manipulerade med vocoder. I låtens slut hörs en manipulerad röst säga "please turn me over", vilket var en uppmaning till lyssnaren att vända på vinylskivan då låten var den sista på skivsida tre av albumet.

## Listplaceringar
| Lista (1978)   | Position                       |
| -------------- | ------------------------------ |
| Kanada         | 27 (RPM)                       |
| Nederländerna  | 8                              |
| Sverige        | "Veckans Smash Hit" i Poporama |
| Storbritannien | 6 (UK Singles Chart)           |
| USA            | 35 (Billboard Hot 100)         |
| Västtyskland   | 27                             |